# Гисинг
Гисинг (мађ. Németújvár, хрв. Novigrad) град је у југисточној Аустрији. Седиште је истоименог округа у покрајини Бургенланд.

## Природне одлике
Град се налази у југоисточном делу Аустрије, шест километара северно од државне границе са Мађарском и 160 km јужно од Беча.
Гисинг је смештен у долини речице Пинке, притоке Рабе. Надморска висина града је око 230 m. Град се образовао око усамљеног брда у средишњем делу долине, на коме су изграђени замак и градска црква.

## Становништво
У граду данас живи око 4.200 становника. Последњих деценија број становника града се смањује.

## Галерија
- Поглед на Гисинг са брдом
- Замака Гисинг
- Подграђе замка